# کالینینگراد
کالینینْگِراد (‎/kəˈlɪnɪnɡræd/‎ kə-LIN-in-grad; روسی: Калининград؛ IPA: [kəlʲɪnʲɪnˈɡrat]) که تا پیش از سال ۱۹۴۶ میلادی کونیگسبرگ (تلفظ آلمانی: [ˈkø:nɪçsbɛʁk]; روسی: Кёнигсберг، آوانگاری Kyonigsberg؛ IPA: [ˈkʲɵnʲɪɡzbɛrk]; (به لهستانی: Królewiec)) خوانده می‌شد، بزرگ‌ترین شهر استان کالینینگراد است و شهری برون‌بوم متعلق به روسیه محسوب می‌شود. این شهر با مرز غربی روسیه ۶۶۳ کیلومتر (۴۱۲ مایل) فاصله دارد و میان لهستان و لیتوانی واقع شده‌است.
این شهر بر روی رود پرگولیا، در سر تالاب ویستولا در دریای بالتیک واقع شده‌است و تنها بندر بدون یخ روسیه و کشورهای بالتیک است. جمعیت آن در سال ۲۰۲۰ میلادی ۴۸۹٬۳۵۹ نفر بوده‌است، که با احتساب حومهٔ آن، جمعیتش به ۸۰۰٬۰۰۰ سکنه می‌رسد.
سکونتگاه کالینینگراد امروزی در سال ۱۲۵۵ در محل سکونتگاه پروس باستان به نام Twangste توسط شوالیه‌های تتونیک در طول جنگ‌های صلیبی شمالی تأسیس شد. و به افتخار پادشاه پرمیسل اوتاکار دوم «کونیگسبرگ» نامیده شد. این شهر بندری در بالتیک بود که به‌ترتیب به پایتخت دولت شوالیه‌های تتونیک، دوک‌نشین پروس (۱۵۲۵–۱۷۰۱) و پروس خاوری تبدیل شد. کونیگسبرگ شهر تاجگذاری پادشاهی پروس باقی ماند، اگرچه پایتخت در سال ۱۷۰۱ به برلین منتقل شد. از سال ۱۴۵۴ تا ۱۴۵۵ این شهر تحت نام "Królewiec" متعلق به پادشاهی لهستان و از ۱۴۶۶ تا ۱۶۵۷ تیول لهستان بود. کونیگسبرگ شرقی‌ترین شهر بزرگ در آلمان تا جنگ جهانی دوم بود. این شهر به‌واسطهٔ بمباران متفقین در سال ۱۹۴۴ و در طی نبرد کونیگسبرگ در سال ۱۹۴۵ به شدت آسیب دید. سپس در ۹ آوریل ۱۹۴۵ توسط اتحاد جماهیر شوروی تصرف شد. توافق پوتسدام در سال ۱۹۴۵ آن را تحت مدیریت شوروی قرار داد. این شهر در سال ۱۹۴۶ به افتخار رهبر بلشویک روسیه میخائیل کالینین به «کالینینگراد» تغییر نام داد. از زمان فروپاشی اتحاد جماهیر شوروی، به عنوان مرکز اداری استان کالینینگراد روسیه، غربی‌ترین ابلاست روسیه اداره می‌شود.
این شهر به عنوان یک مرکز اصلی حمل‌ونقل، با بنادر دریایی و رودخانه‌ای، مقر ناوگان بالتیک نیروی دریایی روسیه است، و یکی از بزرگ‌ترین مراکز صنعتی روسیه محسوب می‌شود. این شهر در سال‌های ۲۰۱۲، ۲۰۱۳ و ۲۰۱۴ توسط مجلهٔ کامرسانت به عنوان بهترین شهر روسیه شناخته شد، و در سال ۲۰۱۳ مجلهٔ فوربز آن را بهترین شهر برای سرمایه‌گذاری در روسیه دانست، و در شاخص کیفیت محیط شهری توسط وزارت ساخت و ساز، مسکن و تأسیسات روسیه در سال ۲۰۱۹ در رتبهٔ پنجم قرار گرفت. کالینینگراد در دو دهه گذشته یکی از جاذبه‌های مهاجرت داخلی در روسیه بوده‌است. و یکی از شهرهای میزبان جام جهانی فوتبال ۲۰۱۸ بود.

## تاریخ
کونیگزبرگ مرکز استان آلمانی پروس شرقی، پیش از آن دوک‌نشین پروس و پیشتر از آن ایالت طبقه تئوتونیک پروسی بود.
در تاریخ ریاضیات و توپولوژی، این شهر بخاطر مسئله پل‌های کونیگسبرگ مشهور است.
ایمانوئل کانت همه عمر خود را در کالینینگراد گذراند و در سال ۱۸۰۴ در آنجا درگذشت.
در جنگ جهانی دوم بمب‌افکنهای بریتانیا و ایالات متحده این شهر را تقریباً نابود کردند. پس از تصرف کامل شهر به دست نیروهای شوروی در نبرد کونیگسبرگ در سال ۱۹۴۶ شهر به نام میخائیل کالینین دوست و همراه قدیمی یوسف استالین نام‌گذاری شد.
در جریان جنگ سرد این شهر اهمیت داشت و پایگاه ناوگان دریای بالتیک شوروی بود. به همین دلیل ورود به آن برای خارجیان ممنوع بود.
در سال ۲۰۰۷ سرگئی ایوانف، نخست‌وزیر روسیه اعلام کرد که اگر سامانه پدافند موشکی آمریکا در اروپا مستقر شود، روسیه نیز جنگ‌افزار هسته‌ای در کالینینگراد مستقر خواهد کرد.
ماهگل کوهکن